# Frasier
Frasier é uma premiada sitcom norte-americana, uma spinoff da série Cheers, baseada no personagem homônimo, Frasier Crane. O seriado estreou na rede norte-americana NBC a 16 de Setembro de 1993, e o último episódio foi transmitido a 13 de Maio de 2004. O programa foi uma das sitcoms mais premiadas da televisão americana de todos os tempos, ganhando 39 Emmys.

## Sinopse
Kelsey Grammer interpreta Frasier Crane, um psiquiatra que volta à sua cidade natal, Seattle, para apresentar um programa de rádio. Seu pai, Martin Crane (John Mahoney), acaba indo morar com ele, fazendo com que os dois sempre discutam. Seu irmão, Dr. Niles Crane (David Hyde Pierce), também é psiquiatra e fica disputando com Frasier quem é o melhor. Niles nutre uma paixão secreta por Daphne Moon (Jane Leeves), a fisioterapeuta de seu pai. Ele só não declara seu amor por ela porque é casado com Maris, uma estranha milionária que nunca apareceu no programa. Os personagens, durante a série, apenas falam sobre seu excêntrico comportamento e suas características, que a faz parecer horrivelmente bizarra.

## Criadores
A série foi criada por David Angell, Peter Casey, e David Lee, (Grub Street Productions) em associação com a Paramount Television. Angell, um ex-escritor da série Cheers, foi uma vítima dos ataques de 11 de Setembro.

## Personagens e elenco
- Kelsey Grammer: Dr. Frasier Crane
- David Hyde Pierce: Dr. Niles Crane
- John Mahoney: Martin Crane
- Jane Leeves: Daphne Moon/Crane
- Peri Gilpin: Roz Doyle
- Dan Butler: Bob "Bulldog" Briscoe
- Bebe Neuwirth: Lilith Sternin
- Moose e Enzo: Eddie
- Jennifer Love Hewitt: Lynda Vanpester

## Recordes
- A série ganhou 39 Emmys durante o tempo que foi exibida, mais do que qualquer outro show, apenas empatados com o The Mary Tyler Moore Show. Kelsey Grammer e David Hyde Pierce ganharam quatro Emmys cada um, incluindo um para cada na última temporada. O show também detém o recorde de mais Emmys para Melhor Série de Comédia consecutivos, ganhando cinco, de 1994 a 1998 junto com Modern Family, ganhando de 2010 a 2014.

- A série também detém o recode de personagem interpretado por mais tempo para um show de horário nobre americano. Kelsey Grammer interpretou Frasier durante 20 anos, empatando com James Arness no personagem Marshall Matt Dillon em Gunsmoke.

- Grammer foi o ator mais bem-pago da TV na história, ganhando 1,6 milhões de dólares por episódio nas duas últimas temporadas. O recorde foi passado por Ray Romano após um ano do fim da série.

## Ratings
Erro de comando: Não existe nenhum módulo "Television ratings graph".